# Márcio Rafael Ferreira de Souza
Márcio Rafael Ferreira de Souza (Londrina, 7 de setembro de 1985), mais conhecido como Rafinha, é um ex-futebolista brasileiro que atuava como lateral-direito. Atualmente é comentarista do Sportv.
Em 2019, entrou para a seleta lista de futebolistas campeões da Copa Libertadores da América e da Liga dos Campeões da UEFA.

## Carreira

### Início
Começou a jogar futebol com apenas 7 anos de idade, na escolinha de futsal do Grêmio Londrinense, clube da sua cidade natal. Migrou para o campo em 1996, após ser levado por um treinador ao PSTC, no qual passou no teste e ficou por dois anos no clube, passando ainda pelo Júnior Team e pelo Londrina antes de em 2002, se aprovado no testes pelo Coritiba.

### Coritiba
Em 2003, Rafinha foi contratado pelo Coritiba e trabalhou com o técnico Antônio Lopes, contribuindo de imediato na conquista do Campeonato Paranaense. Além de ter sido titular no Campeonato Brasileiro, ajudando o time a se classificar para a Libertadores, o lateral também participou da conquista do Campeonato Paranaense de 2004. Em agosto de 2005, foi negociado com o Schalke 04 por 5 milhões de euros.

### Schalke 04
Rafinha foi anunciado pelo Schalke 04 no dia 22 de agosto de 2005, tendo assinado por quatro anos. Logo em sua chegada ao clube alemão, tornou-se titular da posição. Na temporada 2009–10, o lateral foi usado regularmente e ajudou o seu time a ser vice-campeão da Bundesliga.

### Genoa
Após deixar o Schalke em 2010, foi contratado pelo Genoa em agosto. Em uma entrevista, Rafinha revelou que o alemão Felix Magath, seu ex-treinador no Schalke, aplicava uma disciplina quase militar nos treinamentos e ainda se irritava com o comportamento descontraído dos jogadores brasileiros do elenco.

### Bayern de Munique

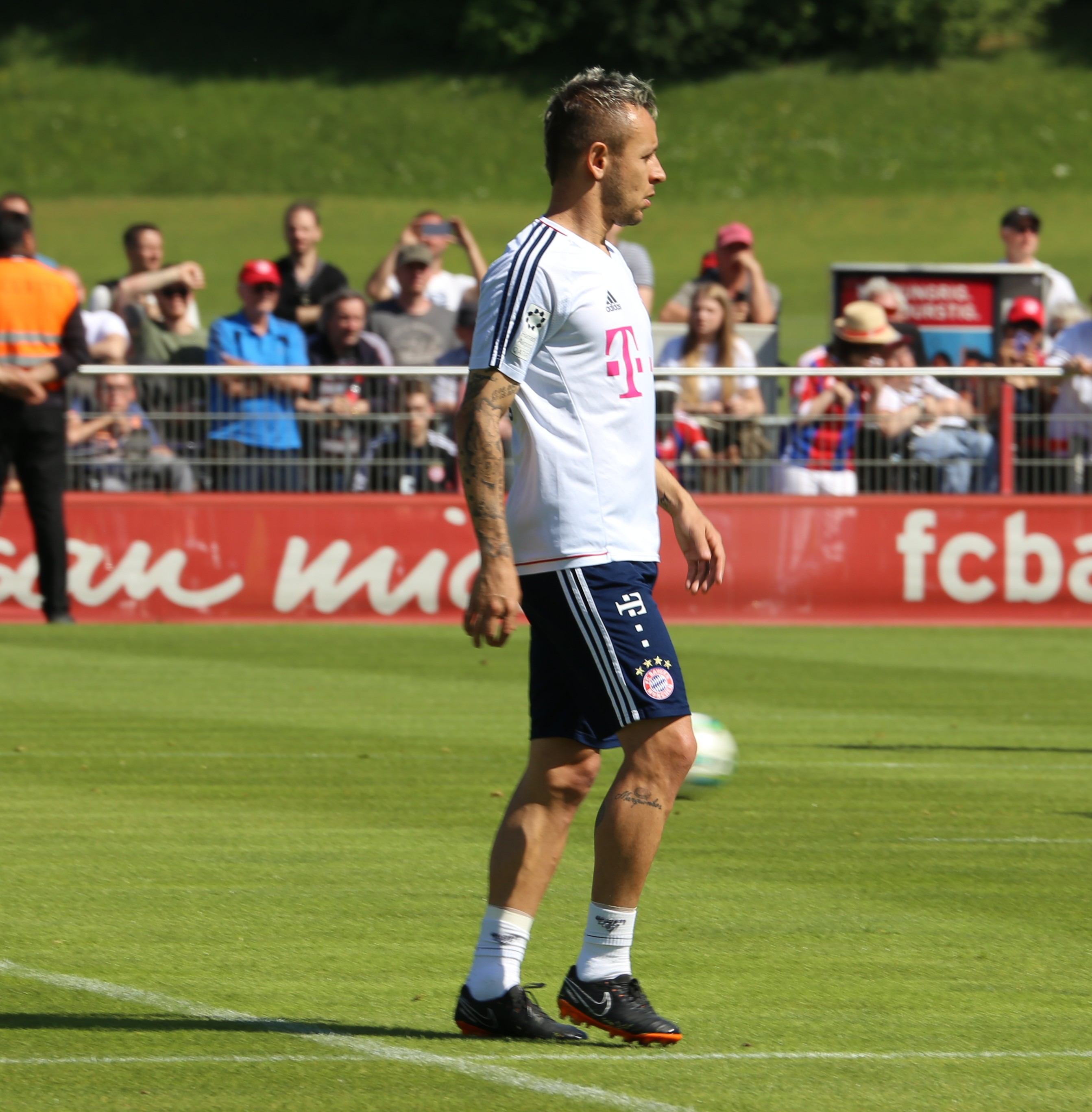
Rafinha em maio de 2018, durante treino do Bayern

No dia 1 de junho de 2011, foi contratado pelo Bayern de Munique por três temporadas.
Em 19 de dezembro de 2013, Rafinha renovou seu vínculo até 2017.
Como reserva do lateral Philipp Lahm, capitão da equipe, Rafinha teve poucas oportunidades entre os titulares com o técnico Jupp Heynckes. No entanto, após a chegada do treinador Josep Guardiola em 2013, Lahm passou a atuar como volante e o brasileiro passou a jogar com regularidade na lateral-direita.
Despediu-se do clube em 14 de maio de 2019, encerrando seus oito anos no clube alemão. No total, atuou em 266 partidas e marcou seis gols pelos Bávaros.

### Flamengo

#### 2019
Foi oficializado como novo reforço do Flamengo no dia 24 de junho, assinando um contrato válido por dois anos.
No dia 31 de julho, na partida de volta da Copa Libertadores da América contra o Emelec, converteu a sua cobrança de pênalti, ajudando o rubro-negro a vencer a disputa de pênaltis por 4–2 e continuar na competição. No dia 13 de outubro, na partida contra o Athletico Paranaense, válida pela 25ª rodada do Campeonato Brasileiro, Rafinha sofreu uma fratura no osso face. Por conta disso, atuou em algumas partidas com um capacete no rosto, igual ao que o goleiro Petr Čech usou pelo mesmo motivo.
No dia 13 de novembro, destacou-se no Clássico dos Milhões histórico contra o Vasco da Gama, em que comemorou um gol contra do Vasco (marcado após um chute seu) imitando o gesto do ex-atacante Edmundo. A partida terminou 4–4 no Maracanã.
Já no dia 23 de novembro, após o Fla vencer a final contra o River Plate por 2–1, Rafinha juntou-se a grandes nomes como Neymar, Ronaldinho Gaúcho, Cafu, Danilo, Roque Júnior e Dida como jogadores brasileiros a vencer a Copa Libertadores da América e Liga dos Campeões da UEFA.

#### 2020

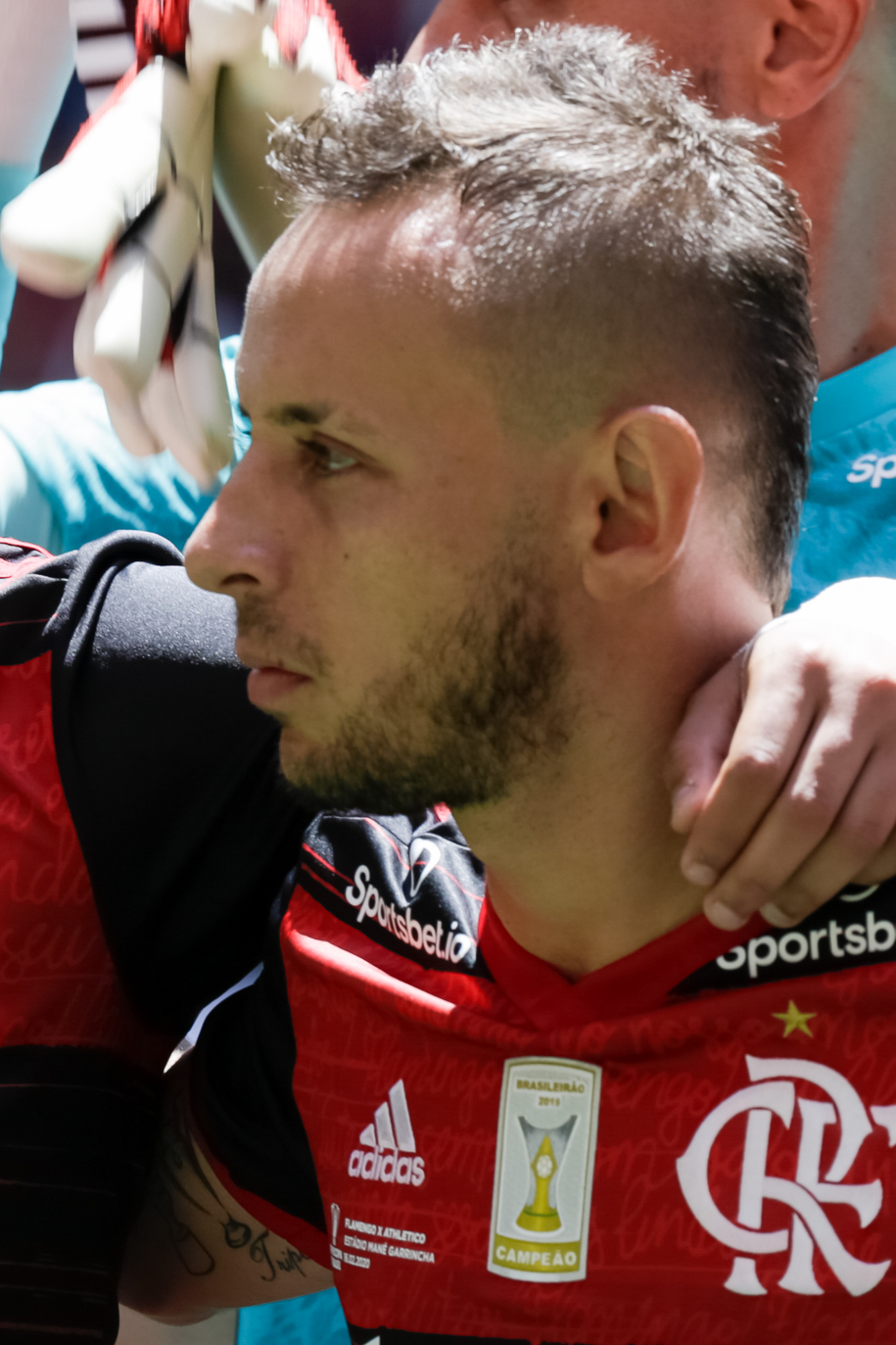
Rafinha pelo Flamengo na Supercopa do Brasil de 2020

Neste ano conquistou o Campeonato Carioca e a Recopa Sul-Americana, além de fazer parte da campanha do título do Campeonato Brasileiro, já que participou das duas primeiras rodadas, contra Atlético Mineiro e Atlético Goianiense.

### Olympiacos
Deixou o Flamengo no dia 14 de agosto de 2020, rumo ao Olympiacos, da Grécia. Após quatro meses de negociação, entrou em acordo com o clube grego e rescindiu seu contrato no dia 2 de fevereiro de 2021. No total, atuou em 22 partidas e não marcou nenhum gol. No clube grego o atleta conquistou um título, sendo ele a Super Liga Grega da temporada 2020–21. Mesmo saindo antes do fim da competição, o Olympiacos o concedeu a medalha comemorativa e o nome na lista de campeões.

### Grêmio
Após ficar sem clube desde sua rescisão com o Olympiacos, foi anunciado sua contratação pelo Grêmio no dia 27 de março, acertando até o fim da temporada. Estreou pelo tricolor gaúcho no dia 16 de abril, no empate de 0–0 com o Caxias, no jogo atrasado da 1ª rodada do Campeonato Gaúcho.
Em 13 de maio, teve uma atuação destacada e deu uma assistência para Ferreirinha fazer um dos gols na vitória por 3–1 sobre Lanús, na 4ª rodada da fase de grupos da Copa Sul-Americana.

### São Paulo
No dia 10 de dezembro de 2021, durante a live no canal dos jornalistas Arnaldo Ribeiro e Eduardo Tironi, o presidente do São Paulo, Julio Casares, confirmou que Rafinha havia assinado por um ano, com possibilidade de renovação do contrato por mais uma temporada em caso de cumprimento de uma cláusula de produtividade.

#### 2022
Durante sua apresentação no CT da Barra Funda, em 17 de janeiro de 2022, o jogador recebeu a camisa 13 do São Paulo. Com isso, o volante Luan passou a usar a camisa 8.
Fez sua estreia pelo clube no dia 27 de janeiro, numa derrota por 2–1 para o Guarani, em jogo válido pela primeira rodada do Campeonato Paulista. Rapidamente adaptado à equipe, destacou-se nos seus primeiros meses e logo assumiu a titularidade absoluta da lateral-direita, usando a braçadeira de capitão na maioria das partidas que esteve em campo.
Concedeu sua primeira assistência pelo Tricolor no dia 17 de março, ao cruzar na ponta da área para Eder fazer o primeiro gol na vitória por 2–0 sobre o Manaus, pela 2ª fase da Copa do Brasil. Em 17 de abril, contra o Flamengo, seu antigo clube, Rafinha deu a sua primeira assistência no Campeonato Brasileiro: em jogo válido no Maracanã, foi dele o cruzamento para Jonathan Calleri marcar o primeiro gol do São Paulo. No entanto, a equipe saiu derrotada por 3–1 e Rafinha saiu vaiado pela torcida rubro-negra. Já no dia 29 de maio, em um lance muito parecido com o citado anteriormente, Rafinha cruzou para o centroavante Calleri mais uma vez marcar o primeiro gol do São Paulo, dessa vez no empate entre 2–2 contra o Ceará, também pelo Brasileirão.
No segundo semestre de 2022, após o técnico Rogério Ceni consolidar o esquema tático do time para o 3-5-2, Igor Vinícius tomou a posição de titular da ala-direita. Visto que atuando como ala não rendia mais como antes, Rafinha passou a jogar como o terceiro zagueiro pela direita, substituindo o titular Robert Arboleda, contundido. Assim, o jogador atuou em muitas partidas como o defensor mais recuado, formando o trio de zaga ao lado de Miranda e Léo Pelé.
Em 25 de novembro, acertou sua renovação de contrato por mais uma temporada.

#### 2023
Estreou na temporada 2023 no dia 15 de janeiro, sendo titular no empate em 0–0 com o Ituano, no Morumbi, em jogo válido pelo Campeonato Paulista.
Após mais de um ano e meio no clube, Rafinha enfim balançou as redes pelo São Paulo. No dia 5 de julho, marcou o gol da vitória do Tricolor por 1–0 sobre o arquirrival Palmeiras, no jogo de ida das quartas de final da Copa do Brasil. Após ajeitada de Wellington Rato, o lateral acertou um belo chute de primeira no ângulo de Weverton, contando ainda com o desvio de Luan. Rafinha não marcava um gol desde 2018, quando ainda atuava pelo Bayern.
Titular no jogo de volta da final da Copa do Brasil, um empate por 1–1 contra o Flamengo, no Morumbi, Rafinha tornou-se ídolo ao levantar a taça da competição conquistada no dia 24 de setembro, a primeira da história do São Paulo. Aos 38 anos, este foi o primeiro título do El Capitán no Tricolor Paulista, sendo o capitão e um dos principais jogadores da campanha. Durante a festa da vitória, o lateral anunciou que iria se aposentar do futebol no ano seguinte. No entanto, teve a sua renovação de contrato anunciada pelo São Paulo no dia 17 de outubro, com Rafinha assinando um novo vínculo até o final de 2024.

#### 2024
Rafinha iniciou o ano conquistando mais um ano pelo Tricolor: levantou a taça da Supercopa do Brasil no dia 4 de fevereiro, após uma vitória sobre o Palmeiras nos pênaltis.
Com o fim da temporada, Rafinha desistiu da renovação com o Tricolor e encerrou sua passagem pelo clube. O jogador, que chegou ao São Paulo em 2022, atuou em 116 partidas, marcou um gol e conquistou dois títulos: a Copa do Brasil de 2023 e a Supercopa Rei de 2024.

### Retorno ao Coritiba
Em 24 de dezembro de 2024, o Coritiba anunciou o retorno de Rafinha 19 anos após sua saída. Aos 39 anos de idade, o lateral assinou contrato até o final de 2025, indicando que se aposentará e em seguida passará a exercer outra função no clube.
Após participar de um jogo de lendas do Bayern de Munique sem a autorização da diretoria do Coxa, gerando insatisfação pela diretoria do Coritiba, Rafinha acertou a rescisão de contrato amigável no dia 19 de março de 2025. O jogador deixou o Coritiba com apenas 10 jogos disputados, sendo nove válidos pelo Campeonato Paranaense.

### Aposentadoria
Após rescindir seu contrato com o Coritiba em março de 2025, Rafinha ingressou como comentarista na TNT Sports Brasil, cobrindo a Liga dos Campeões da UEFA a partir de abril.
Em 21 de julho de 2025, anunciou oficialmente sua aposentadoria dos gramados durante participação no programa Seleção Sportv.
Posteriormente, foi contratado pelo Sportv para atuar como comentarista no Mundial de Clubes da FIFA de 2025, comentando os jogos do Flamengo.

## Seleção Nacional

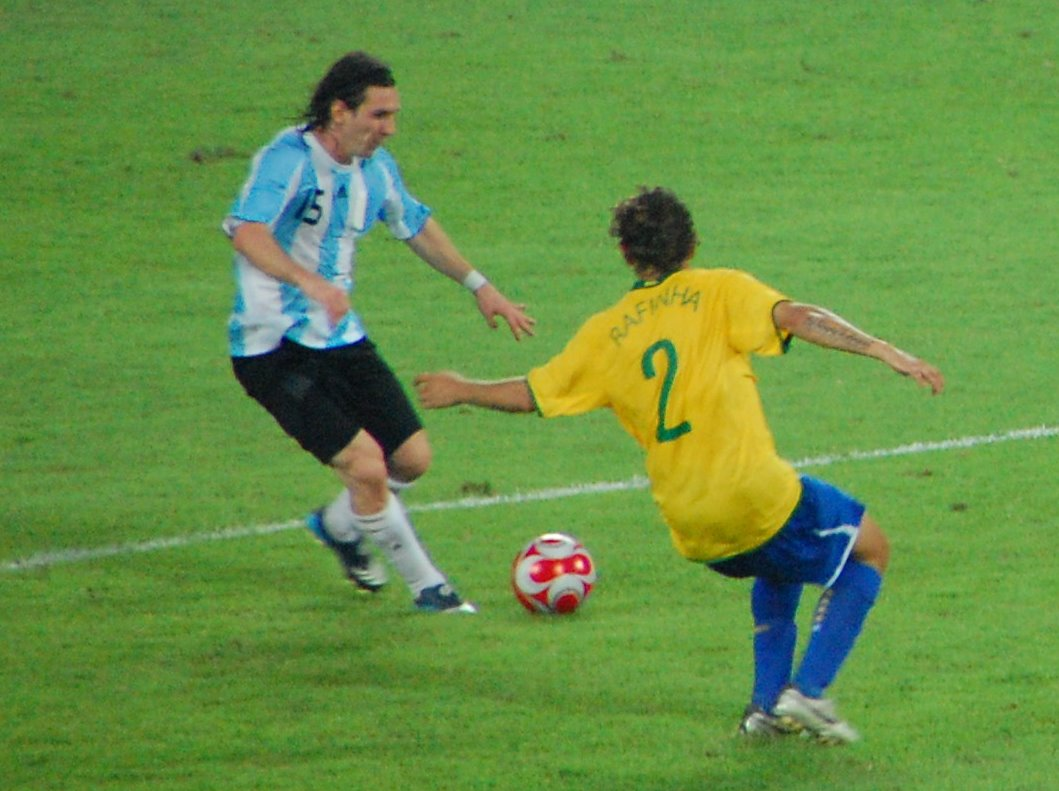
Rafinha marcando Lionel Messi nas Olímpiadas de 2008

Após ter atuado pela Seleção Brasileira Sub-20, Rafinha foi convocado por Dunga e estreou pela Seleção Brasileira principal no dia 26 de março de 2008, em um amistoso contra a Suécia. No mesmo ano representou a Seleção Brasileira Sub-23 e foi convocado para as Olímpiadas realizadas na China, em que o Brasil conquistou a medalha de bronze.

### Retorno
Após seis anos longe da Seleção, Rafinha foi convocado por Felipão no dia 11 de fevereiro de 2014, para os últimos amistosos antes da Copa do Mundo de 2014. O lateral atuou na goleada de 5–0 contra a África do Sul, no dia 5 de março.

### Dispensa
Convocado para primeiros jogos das Eliminatórias da Copa do Mundo de 2018, Rafinha solicitou sua dispensa. Em comunicado de 23 de setembro de 2015, o jogador explicou sua decisão: "porque não me vejo disputando uma vaga pela lateral, e não porque estou trocando o Brasil pela Alemanha", contrariando a versão dada pela CBF, sobre uma suposta intenção sua de defender a Seleção Alemã.

### Retorno com Tite
Voltou a ser convocado no dia 19 de maio de 2017, dessa vez pelo técnico Tite, para os amistosos contra Argentina e Austrália. Na ocasião, o lateral aproveitou para esclarecer sua recusa à Seleção Brasileira e os boatos de que defenderia a Seleção Alemã. Rafinha atuou nas duas partidas, tendo entrado no decorrer do jogo contra a Argentina e sendo titular contra a Austrália.
Esteve na lista dos 35 selecionados de Tite para a Copa do Mundo de 2018, porém, não entrou na lista final dos 23 convocados para o torneio realizado na Rússia. Segundo o portal UOL, uma entrevista de Rafinha concedida em 2017 ao Esporte Interativo gerou reações negativas na comissão técnica. Em uma determinada resposta, o jogador disse que merecia a Seleção e que quem o acompanhasse de perto chegaria a essa conclusão. Para as pessoas próximas ao treinador, faltou reconhecimento ao esforço do estafe na observação dos atletas. Tite optou por levar os laterais-direitos Danilo e Fagner.

## Vida pessoal

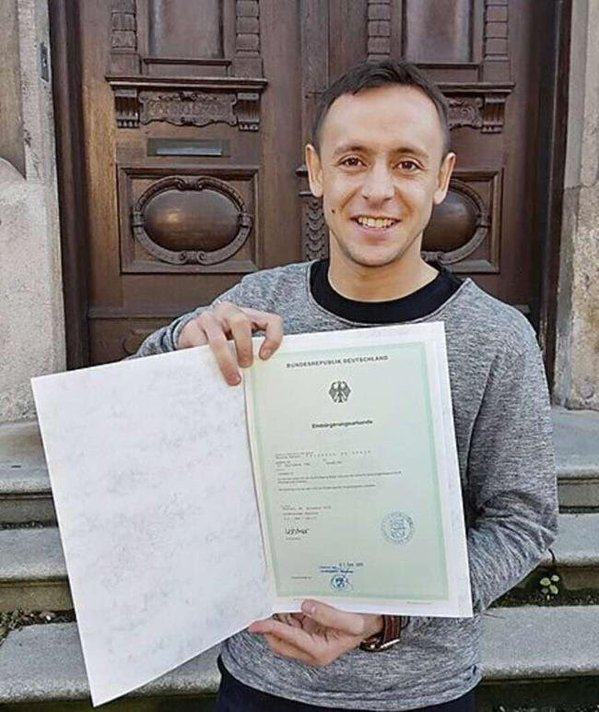
Rafinha em 2015

De origem humilde, Rafinha foi criado pela mãe juntamente com seis irmãos. Casado com Fernanda, é pai de duas filhas e um filho. Após a conquista pelo Bayern do Mundial de Clubes da FIFA de 2013, recebeu o título de Cidadão Benemérito de sua cidade natal concedido pela Câmara Municipal de Londrina.
Rafinha entrou com pedido de cidadania alemã em julho de 2015, recebendo seu passaporte em dezembro.

## Estatísticas

### Clubes
Abaixo estão listados todos os jogos, gols e assistências do futebolista por clubes
| Clube             | Temporada         | Campeonato nacional | Campeonato nacional | Campeonato nacional | Copa nacional[a] | Copa nacional[a] | Copa nacional[a] | Competições continentais[b] | Competições continentais[b] | Competições continentais[b] | Outros torneios[c] | Outros torneios[c] | Outros torneios[c] | Total | Total | Total   |
| Clube             | Temporada         | Jogos               | Gols                | Assist.             | Jogos            | Gols             | Assist.          | Jogos                       | Gols                        | Assist.                     | Jogos              | Gols               | Assist.            | Jogos | Gols  | Assist. |
| ----------------- | ----------------- | ------------------- | ------------------- | ------------------- | ---------------- | ---------------- | ---------------- | --------------------------- | --------------------------- | --------------------------- | ------------------ | ------------------ | ------------------ | ----- | ----- | ------- |
| Coritiba          | 2004              | 13                  | 3                   | 0                   | 3                | 0                | 0                | —                           | —                           | —                           | —                  | —                  | —                  | 16    | 3     | 0       |
| Coritiba          | 2005              | 24                  | 0                   | 0                   | —                | —                | —                | —                           | —                           | —                           | 13                 | 3                  | 0                  | 37    | 3     | 0       |
| Coritiba          | Total             | 37                  | 3                   | 0                   | 3                | 0                | 0                | —                           | —                           | —                           | 13                 | 3                  | 0                  | 53    | 6     | 0       |
| Schalke 04        | 2005–06           | 31                  | 1                   | 0                   | 4                | 1                | 0                | —                           | —                           | —                           | —                  | —                  | —                  | 35    | 2     | 0       |
| Schalke 04        | 2006–07           | 30                  | 2                   | 0                   | 3                | 0                | 0                | 7                           | 0                           | 0                           | —                  | —                  | —                  | 40    | 2     | 0       |
| Schalke 04        | 2007–08           | 32                  | 2                   | 0                   | 4                | 2                | 0                | 10                          | 1                           | 1                           | —                  | —                  | —                  | 46    | 5     | 1       |
| Schalke 04        | 2008–09           | 31                  | 2                   | 0                   | 2                | 0                | 0                | 2                           | 0                           | 0                           | —                  | —                  | —                  | 35    | 2     | 0       |
| Schalke 04        | 2009–10           | 29                  | 0                   | 0                   | 1                | 0                | 0                | 12                          | 0                           | 2                           | —                  | —                  | —                  | 42    | 0     | 2       |
| Schalke 04        | Total             | 153                 | 7                   | 0                   | 14               | 3                | 0                | 31                          | 1                           | 3                           | —                  | —                  | —                  | 198   | 11    | 3       |
| Genoa             | 2010–11           | 34                  | 2                   | 0                   | 3                | 0                | 0                | —                           | —                           | —                           | —                  | —                  | —                  | 37    | 2     | 0       |
| Genoa             | Total             | 34                  | 2                   | 0                   | 3                | 0                | 0                | —                           | —                           | —                           | —                  | —                  | —                  | 37    | 2     | 0       |
| Bayern de Munique | 2011–12           | 24                  | 0                   | 2                   | 4                | 0                | 0                | 7                           | 0                           | 0                           | —                  | —                  | —                  | 35    | 1     | 2       |
| Bayern de Munique | 2012–13           | 13                  | 2                   | 1                   | 2                | 0                | 0                | 3                           | 0                           | 0                           | —                  | —                  | —                  | 18    | 2     | 1       |
| Bayern de Munique | 2013–14           | 28                  | 0                   | 6                   | 7                | 0                | 0                | 10                          | 0                           | 1                           | —                  | —                  | —                  | 45    | 0     | 7       |
| Bayern de Munique | 2014–15           | 26                  | 0                   | 0                   | 4                | 0                | 0                | 11                          | 0                           | 1                           | —                  | —                  | —                  | 41    | 0     | 1       |
| Bayern de Munique | 2015–16           | 25                  | 0                   | 3                   | 5                | 0                | 0                | 4                           | 0                           | 0                           | —                  | —                  | —                  | 34    | 0     | 3       |
| Bayern de Munique | 2016–17           | 20                  | 1                   | 1                   | 3                | 0                | 0                | 5                           | 0                           | 1                           | —                  | —                  | —                  | 28    | 1     | 2       |
| Bayern de Munique | 2017–18           | 27                  | 1                   | 2                   | 4                | 0                | 0                | 8                           | 0                           | 0                           | —                  | —                  | —                  | 39    | 1     | 2       |
| Bayern de Munique | 2018–19           | 16                  | 1                   | 1                   | 4                | 0                | 0                | 6                           | 0                           | 1                           | —                  | —                  | —                  | 26    | 1     | 2       |
| Bayern de Munique | Total             | 179                 | 5                   | 16                  | 33               | 0                | 1                | 54                          | 0                           | 4                           | —                  | —                  | —                  | 266   | 6     | 20      |
| Flamengo          | 2019              | 20                  | 0                   | 5                   | 1                | 0                | 0                | 9                           | 0                           | 1                           | —                  | —                  | —                  | 30    | 0     | 6       |
| Flamengo          | 2020              | 2                   | 0                   | 0                   | 1                | 0                | 0                | 3                           | 0                           | 0                           | 10                 | 0                  | 0                  | 16    | 0     | 0       |
| Flamengo          | Total             | 22                  | 0                   | 5                   | 2                | 0                | 0                | 12                          | 0                           | 1                           | 10                 | 0                  | 0                  | 46    | 0     | 6       |
| Olympiacos        | 2020–21           | 14                  | 0                   | 0                   | —                | —                | —                | 8                           | 0                           | 1                           | —                  | —                  | —                  | 22    | 0     | 1       |
| Olympiacos        | Total             | 14                  | 0                   | 0                   | —                | —                | —                | 8                           | 0                           | 1                           | —                  | —                  | —                  | 22    | 0     | 1       |
| Grêmio            | 2021              | 30                  | 0                   | 7                   | 2                | 0                | 0                | 4                           | 0                           | 1                           | 7                  | 0                  | 0                  | 43    | 0     | 8       |
| Grêmio            | Total             | 30                  | 0                   | 7                   | 2                | 0                | 0                | 4                           | 0                           | 1                           | 7                  | 0                  | 0                  | 43    | 0     | 8       |
| São Paulo         | 2022              | 20                  | 0                   | 3                   | 4                | 0                | 1                | 3                           | 0                           | 0                           | 11                 | 0                  | 0                  | 38    | 0     | 4       |
| São Paulo         | Total             | 20                  | 0                   | 3                   | 4                | 0                | 1                | 3                           | 0                           | 0                           | 11                 | 0                  | 0                  | 38    | 0     | 4       |
| Total na carreira | Total na carreira | 489                 | 17                  | 31                  | 61               | 3                | 2                | 112                         | 1                           | 10                          | 41                 | 3                  | 0                  | 703   | 24    | 43      |

- a. ^ Jogos da Copa do Brasil, Supercopa do Brasil, Copa da Alemanha e Copa da Liga Alemã
- b. ^ Jogos da Liga dos Campeões, Liga Europa, Copa Libertadores, Mundial de Clubes, Recopa Sul-Americana e Copa Sul-Americana
- c. ^ Jogos do Campeonato Paraniense, Campeonato Carioca, Campeonato Gaúcho e Campeonato Paulista

### Seleção Brasileira
Abaixo estão listados todos os jogos, gols e assistências do futebolista pela Seleção Brasileira, desde as categorias de base.

#### Sub-20
| Ano               | Campeonato Mundial | Campeonato Mundial | Campeonato Mundial |
| Ano               | Jogos              | Gols               | Assist.            |
| ----------------- | ------------------ | ------------------ | ------------------ |
| 2005              | 7                  | 2                  | 0                  |
| Total na carreira | 7                  | 2                  | 0                  |

#### Sub-23
| Ano               | Jogos Olímpicos | Jogos Olímpicos | Jogos Olímpicos |
| Ano               | Jogos           | Gols            | Assist.         |
| ----------------- | --------------- | --------------- | --------------- |
| 2013              | 6               | 0               | 1               |
| Total na carreira | 6               | 0               | 1               |

#### Principal
| Ano               | Amistosos | Amistosos | Amistosos |
| Ano               | Jogos     | Gols      | Assist.   |
| ----------------- | --------- | --------- | --------- |
| 2008              | 4         | 0         | 0         |
| Total na carreira | 4         | 0         | 0         |

## Títulos
Coritiba
- Campeonato Paranaense: 2003 e 2004

Bayern de Munique
- Supercopa da Alemanha: 2012, 2016, 2017 e 2018
- Bundesliga: 2012–13, 2013–14, 2014–15, 2015–16, 2016–17, 2017–18 e 2018–19
- Liga dos Campeões da UEFA: 2012–13
- Copa da Alemanha: 2012–13, 2013–14, 2015–16 e 2018–19
- Supercopa da UEFA: 2013
- Copa do Mundo de Clubes da FIFA: 2013

Flamengo
- Copa Libertadores da América: 2019
- Campeonato Brasileiro: 2019 e 2020[78]
- Supercopa do Brasil: 2020
- Recopa Sul-Americana: 2020
- Campeonato Carioca: 2020

Olympiacos
- Copa da Grécia: 2019–20
- Super Liga Grega: 2020–21

Grêmio
- Campeonato Gaúcho: 2021
- Recopa Gaúcha: 2021

São Paulo
- Copa do Brasil: 2023
- Supercopa do Brasil: 2024

Seleção Brasileira
- Jogos Olímpicos: Medalha de bronze em 2008

### Prêmios individuais
- Prêmio Craque do Brasileirão: melhor lateral-direito do Campeonato Brasileiro de 2019[79]
- Prêmio Bola de Prata da Placar/ESPN: melhor lateral-direito do Campeonato Brasileiro de 2019[80]
- Melhor Lateral-Direito da América do Sul - Prêmio Melhores do Futebol (El País): 2019[81]
- Seleção do Campeonato Carioca: 2020[82]
- Seleção do Campeonato Paulista: 2022[83]
- Seleção da Copa do Brasil: 2023[84]